# Ernest Walton
Ernest Thomas Sinton Walton, född 6 oktober 1903 i Dungarvan i County Waterford, Irland, död 25 juni 1995 i Belfast, var en irländsk fysiker som belönades med Nobelpriset i fysik 1951 tillsammans med Sir John Douglas Cockcroft. De tilldelades priset för sitt arbete med förändringen av atomkärnan genom artificiellt accelererade protoner (populärt känt som atomklyvning).